# Aldo Spirito
Aldo P. Spirito (1929 - 1987) is een Italiaans ingenieur uit de tweede helft van de twintigste eeuw. Hij combineerde technisch ontwerp met architectuur en werd bekend als de architect van de Sint-Pauluskathedraal (1985) in Abidjan, Ivoorkust.

## Levensloop
Spirito komt van oorsprong uit Napels. Hij deed zijn ingenieursopleiding in Milaan, alwaar hij sindsdien een ontwerpstudio bestierde.
In de negentienzestiger jaren was hij betrokken bij het ontwerp van de World Trade Center (Twin Towers) in New York en een luchthaven in Soedan.
Spirito maakte echter naam als ontwerper van het Sint-Pauluskathedraal (1980-85) en de Notre-Dame d'Afrique (1985-87), beide in Abidjan. In de literatuur wordt hij dan ook wel als architect bestempeld.
Prompt na de completering van de Sint Pauluskathedraal, in de periode van 1985-87 was Spirito als constructeur betrokken bij de ontwikkeling van het vijfde Snam-kantoorgebouw, een ontwerp van de architecten Roberto Gabetti en Aimaro Isola dat gebouwd werd in San Donato Milanese, Italië.
Spirito was lid van de Rotary-club. Daar was hij in 1987 de initiator van een beurs om net afgestudeerden uit het zuiden van Italië (dat destijds economisch achterliep op de rest van het land) een kans te geven zich professioneel te ontwikkelen in Milaan, met als doel deze kennis in hun regio van afkomst toe te passen. Deze beurs is naar Spirito vernoemd.
Zijn activiteiten waren abrupt afgebroken toen hij eind 1987 onverwachts overleed.